# NGC 5146
NGC 5146 је елиптична галаксија у сазвежђу Девица која се налази на NGC листи објеката дубоког неба.
Деклинација објекта је - 12° 19' 24" а ректасцензија 13h 26m 37,4s. Привидна величина (магнитуда) објекта NGC 5146 износи 12,6 а фотографска магнитуда 13,6. NGC 5146 је још познат и под ознакама MCG -2-34-49, NPM1G -12.0454, PGC 47055.